# Basílica de Nuestra Señora de las Mercedes (Chinchiná)
La Basílica Menor de Nuestra Señora de las Mercedes es una basílica colombiana de culto católico localizada en el parque principal del municipio de Chinchiná (Caldas). Fue elevada al rango de basílica menor el 24 de septiembre de 2009 y consagrada como tal el 30 de noviembre de ese mismo año.

## Historia
El Padre Jorge Albeiro García Ramírez, estaba encargado de los templos del Divino Niño y de Nuestra Señora de Guadalupe, ubicados en dos barrios extremos de Chinchiná. Cumplía en ellos, su tarea pastoral como párroco por voluntad del señor Arzobispo. En repetidas ocasiones escucho a muchos habitantes de esos barrios decir que preferían asistir a la catedral. Se referían a la majestuosa Iglesia de Nuestra Señora de las Mercedes situada en la plaza central del municipio.

## Chinchiná tiene Basílica
La Santa Sede concedió a la Iglesia Parroquial el Título de BASÍLICA MENOR, en decreto emanado de la Congregación para el Culto Divino y la Disciplina de los Sacramentos, el documento que la contiene data del 24 de septiembre de 2009, fiesta de la Bienaventurada Virgen María de las Mercedes. En él se decalara que El Santo Padre ha escuchado "las súplicas y voces del Clero y de los fieles cristianos" y que en consecuencia, declara BASÍLICA MENOR al templo principal de Chinchiná. 
Por voluntad expresa del Señor Nuncio Apostólico en Colombia, La Señora de las Mercedes sería erigida ritualmente BASÍLICA MENOR el 30 de noviembre de 2009.

## Basílica de Nuestra Señora de la Mercedes
El día domingo 29 de noviembre de 2009 a las 6:00 p. m. fue presidida por el Señor Arzobispo coadjutor, Mons. Gonzalo Restrepo Restrepo, la Santa misa en la que se renovó la Dedicación del Templo y el día lunes 30 de noviembre de 2009, a las 10:00 a. m. el Presbítero Jorge Albeiro García Ramírez invitó al Nuncio Apostólico en Colombia, monseñor Aldo Cavalli, para presidir la celebración eucarística en la que se proclamaría oficialmente la concesión del título de Basílica Menor a la iglesia parroquial de Nuestra Señora de Las Mercedes.

## ¿Por qué Basílica Menor?
Las Autoridades Eclesiásticas de Roma han acordado un reconocimiento especial a las cuatro primeras  basílicas: San Juan de Letrán, que es la catedral de la diócesis de Roma; San Pablo extramuros (fuera de los muros de la antigua Roma) donde están los restos del apóstol San Pablo; San Pedro del Vaticano, donde está la tumba del apóstol San Pedro; y Santa María Mayor, la primera iglesia dedicada a la Santísima Virgen levantada en Roma. A  las demás basílicas se les llama “MENORES", aunque poseen las mismas características de las mayores. Actualmente en Colombia hay veintiséis Basílicas, siendo la de Chinchiná la última erigida.                                                                         

## ¿Cuándo y cómo ganar Indulgencias?
Los fieles que visiten la Basílica y participen en Ella de algún rito sagrado o, al menos, reciten la oración dominical (Padre Nuestro), Ave María y el símbolo de la fe (Credo) por las necesidades e intenciones del sumo pontífice, cumplidas las condiciones de Confesión Sacramental y Comunión Eucarística, pueden ganar INDULGENCIAS PLENARIA en los siguientes días:
- El día de la Dedicación Oficial de la Basílica.
- El día del aniversario de la concesión del título de Basílica.
- El día del aniversario de esta dedicación.
- El día de la celebración del Titular de la Basílica.
- En la solemnidad de los Santos Apóstoles Pedro y Pablo.
- En la Fiesta de la Cátedra del Apóstol San Pedro.
- Una vez durante el año en un día que determine el señor Nuncio.
- Una vez durante el año en el día libremente elegido por cada feligrés.